# امیرمحمد یوسفی
امیرمحمد یوسفی (زاده ۵ اسفند ۱۳۷۸ در خلیل‌شهر) بازیکن فوتبال اهل ایران است که در پست دروازه‌بان بازی می‌کند.

## دوران باشگاهی
او پس از بازی در باشگاه زیر ۱۹ سال استقلال به تیم زیر ۱۹ سال پرسپولیس و سپس تیم زیر ۲۱ سال پرسپولیس پیوست و در نهایت به عنوان اولین تیم خود در لیگ بزرگسالان ایران به پرسپولیس پیوست.

### پرسپولیس
او در فصل اول حضورش در پرسپولیس با حضور علیرضا بیرانوند، دروازه‌بان مطرح تیم ملی ایران در این تیم و در فصل‌های بعد نیز با حضور حامد لک، احمد گوهری و بوژیدار رادوشویچ، فرصت بازی رسمی برای پرسپولیس نداشته‌است.

فجر سپاسی
امیرمحمد یوسفی بعد از جدا شدن ازتیم پرسپولیس به تیم فجر سپاسی پیوست

## آمار باشگاهی
تا تاریخ ۱۷ اردیبهشت ۱۴۰۱
| باشگاه         | دسته           | فصل            | لیگ برتر | لیگ برتر | جام حذفی | جام حذفی | آسیا | آسیا | سوپر جام | سوپر جام | مجموع | مجموع |
| باشگاه         | دسته           | فصل            | بازی     | CS       | بازی     | CS       | بازی | CS   | بازی     | CS       | بازی  | CS    |
| -------------- | -------------- | -------------- | -------- | -------- | -------- | -------- | ---- | ---- | -------- | -------- | ----- | ----- |
| پرسپولیس       | لیگ برتر       | ۹۹–۱۳۹۸        | ۰        | ۰        | ۰        | ۰        | ۰    | ۰    | ۰        | ۰        | ۰     | ۰     |
| پرسپولیس       | لیگ برتر       | ۰۰–۱۳۹۹        | ۰        | ۰        | ۰        | ۰        | ۰    | ۰    | ۰        | ۰        | ۰     | ۰     |
| پرسپولیس       | لیگ برتر       | ۰۱–۱۴۰۰        | ۰        | ۰        | ۰        | ۰        | ۰    | ۰    | ۰        | ۰        | ۰     | ۰     |
| مجموع پرسپولیس | مجموع پرسپولیس | مجموع پرسپولیس | ۰        | ۰        | ۰        | ۰        | ۰    | ۰    | ۰        | ۰        | ۰     | ۰     |
| مجموع آمار     | مجموع آمار     | مجموع آمار     | ۰        | ۰        | ۰        | ۰        | ۰    | ۰    | ۰        | ۰        | ۰     | ۰     |

## افتخارات
پرسپولیس
- لیگ برتر (۲): ۹۹–۱۳۹۸، ۰۰–۱۳۹۹؛ نایب‌قهرمانی (۱): ۰۱–۱۴۰۰
- سوپرجام (۱): ۱۳۹۹؛ نایب‌قهرمانی (۱): ۱۴۰۰
- لیگ قهرمانان آسیا نایب‌قهرمانی (۱): ۲۰۲۰